# 亚苏
亚苏（葡萄牙語：Iaçu）是巴西巴伊亚州的一个市镇。总面积2442.84平方公里，总人口27691人，人口密度11.3人/平方公里。